# 天使の牙B.T.A.
『天使の牙B.T.A.』は、2003年公開の日本映画。大沢在昌の小説『天使の牙』を映画化したハードボイルド作品である。

## ストーリー
新しいタイプの覚せい剤の市場を広げ、勢力を拡大しつつある犯罪組織クラインの摘発に、警察は手を焼いていた。組織は強大で、警察内部の内通者の存在さえ疑われていた。女性刑事・河野明日香（黒谷友香）は、「同僚や上司に女性だということで特別扱いされたり、軽い扱いを受けたくない｣という強い思いを胸に、クライン摘発を目指し、過酷な勤務をこなしている。
仕事のパートナーであり、恋人でもある古芳（大沢たかお）は、クラインの捜査で何人もの同僚が命を失う中、明日香に言う。「俺たち二人とも、いつ死ぬかわからない。自分以外の誰も信じるな。そうすれば俺はお前を信じる。」
そうした状況の中、クラインのボス・君国（萩原健一）の愛人である神崎はつみ（佐田真由美）が警察に接触を求めてくる。明日香ははつみと極秘裏に接触してクラインの情報を得る任務を与えられるが、その計画は君国に漏れており、彼ははつみを殺害するために刺客を差し向け、彼女が明日香との接触場所に指定したホテルを戦闘ヘリで襲撃させる。それにより、はつみは脳に致命傷を負い脳死状態になるが、明日香は脳以外の全身に致命傷を負った状態ながらも、辛うじて生存していた。
明日香を死なせたくない警察の上層部は二人を回収し、身体が破壊された明日香の脳を無傷のはつみの身体に移植するという禁断の手術「脳移植手術」を行い、明日香ははつみの身体を得て「アスカ」として蘇る。アスカははつみとしてクラインに戻り、君国を破滅に追いやる極秘任務を命じられるが、脳移植手術の件も含めて、機密が漏洩することを防ぐために警察を頼ることも出来ない。さらに、もしもアスカの人格が河野明日香のものだとわかれば即座に殺される、危険極まりない任務だった。一方、河野明日香は表向きは殉職したものとして扱われていたため、恋人を失ったと思い込んだ古芳は、明日香の復讐を果たすために独自にクラインを追い始める。明日香の死の原因を作ったはつみの身体であるがゆえに古芳に頼ることも出来ず、戦闘経験もない貧弱な身体で蘇ったアスカは、孤立無援の状況下での戦いを始める。

## 逸話
- 佐田真由美の映画デビュー作である。
- 萩原健一は、この映画の出演時に足を骨折していたため、松葉杖を使うキャラクターに変更されている。

## キャスト
- 古芳和正 - 大沢たかお
- 神崎はつみ/アスカ - 佐田真由美
- 河野明日香 - 黒谷友香
- 最守康夫 - 豊原功補
- 関藤亮 - 永井大
- 秋田 - 田中要次
- 水谷 - 遠山俊也
- 岩村 - 日向崇
- 赤村 - 要潤
- 警察幹部 - 須永慶
- 神 - 嶋田久作
- 小田医師 - 小木茂光
- 芦田課長 - 佐野史郎
- 中西警視正 - 西村雅彦
- 君国辰郎 - 萩原健一

## スタッフ
- エグゼクティブ・プロデューサー：佐藤敦（日本テレビ）
- 製作者：加賀義二、加藤鉄也
- 企画：奥田誠治、中嶋哲也、毎熊邦夫
- プロデュース：北島和久、渡邉浩仁、川端基夫
- 協力プロデューサー：河野治彦、伊藤響
- 監督：西村了
- 原作：大沢在昌「天使の牙」
- 脚本：寺田敏雄、落合正幸
- 脚本協力：川嶋澄乃、大石哲也、石橋周一
- 撮影：河津太郎
- 編集：普嶋信一
- 音楽：松本俊明
- 音楽プロデュース：志田博英
- 主題歌：t.A.T.u.「ノット・ゴナ・ゲット・アス」
- ガンエフェクト：BIGSHOT（納富喜久男、唐沢裕一、小西剛）
- スタントコーディネイター：釼持誠
- スタジオ：日活撮影所
- 企画協力：大沢オフィス
- 配給・宣伝：ワーナー・ブラザース映画
- 宣伝協力：レオ・エンタープライズ
- 製作協力：日本テレビアート、三城
- 制作プロダクション：トワーニ
- 製作：「天使の牙」製作委員会（トワーニ（東芝、ワーナー・ブラザース映画、日本テレビ放送網）、電通、小学館、エイベックス、日本出版販売、日本テレビ音楽、バップ、日本テレビアート）

## ソフト化
発売・販売元はバップ。
- 天使の牙B.T.A. DVD（1枚組、2003年12月21日発売）
  - 映像特典
    - TVスポット集
    - 特報・劇場予告編集
    - メイキング
    - インタビュー集（大沢在昌 / 大沢たかお / 監督：西村了×大沢たかお×佐田真由美）
    - 未公開シーン集

  - 音声特典
    - オーディオコメンタリー（プロデューサー：北島和久×監督：西村了）

  - 封入特典
    - カラーブックレット（8P）
    - フォトカード（3枚）

  - ピクチャーレーベル仕様